# Свети Иван Рилски (парк в Търговище)
Свети Иван Рилски е градски парк в Търговище. Разположен е в северната част от центъра на града, южно от помещенията на „Общински пазари – Търговище“, между улиците „Кюстенджа“, „Клисура“, „Цар Симеон“ (Цветарска улица) и площад „Независимост“.
В парка е разположен православният храм „Свети Иван Рилски“. В близост до площад „Независимост“ се намира Паметникът на загиналите против фашизма.